# Natalia Gaitán
Natalia Gaitán Laguado (Bogotà, 10 gennaio 1992) è una calciatrice colombiana, centrocampista del Siviglia e difensore nonché capitano della nazionale colombiana.

## Palmarès
(parziale)

### Nazionale
- Giochi panamericani: 1

Perù 2019
- Campionato sudamericano femminile Under 17 di calcio: 1

2008